# Operation Deny Flight
Operation Deny Flight var en Nato-operation som inleddes den 12 april 1993 för att genomdriva FN:s beslut om flygförbudszon över Bosnien och Hercegovina. FN och Nato förlängde snart uppdraget, och genomförde understöd med flyg för FN-soldater i Bosnien och Hercegovina och slog till från luften mot mål i Bosnien och Hercegovina.  12 Nato-medlemsländer deltog i operationen, som upphörde den 20 december 1995.
Operationen spelade en viktig roll för både Bosnienkriget och Nato. Under operationen genomfördes bland annat Natos första strid, en luftstrid över Banja Luka den 28 februari 1994, och i april månad 12 april 1994, bombade Nato-flyg för första gången mål, vid en operation utanför Goražde. Detta symboliserade Natos inträde i tiden efter det Kalla kriget. Samarbetet FN-Nato möjliggjorde också framtida samarbete. Trots de förbättrade relationerna mellan de två organisationerna, ledde Deny Flight dock till oenigheter mellan dem.  Framför allt visade sig detta då två FN-fredsarbetare tagits som gisslan som svar på Nato-bombingarna.
Operationerna varade i över två års tid, och spelade en viktig roll i konflikten. Flygförbudszon-operationerna blev ett framgångsrikt användande av militära medel uppe i luften. Detta ledde till Operation Deliberate Force; en massiv Nato-bombkampanj i Bosnien och Hercegovina som spelade en viktig roll för utgången i kriget.